# Tavoljanski
Tavoljanski (en rus: Таволжанский) és un poble (un possiólok) de l'óblast de Saràtov, a Rússia, segons el cens del 2010 tenia 220 habitants. Pertany al districte municipal de Romànovka.